# Taifa di Orihuela
La Taifa di Orihuela(in arabo طائفة أريولة‎?) era un regno medievale Islamico taifa Moresco di al-Andalus, che esisteva, nell'attuale Spagna meridionale, quando il potere almohade in al-Andalus, a seguito della sconfitta nella Battaglia di Las Navas de Tolosa (1212), fu notevolmente indebolito, dal 1239 al 1250, quando fu conquistata e annessa dal re di Castiglia e León, Ferdinando III. 

La taifa era costituita dalla città di Orihuela, conosciuta all'epoca come Uryulah, ed i territori limitrofi dell'attuale Provincia di Alicante.

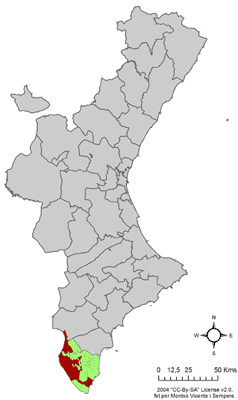
attuale estensione del comune di Orihuela nell'estremo sud dell'attuale Comunità Valenciana.

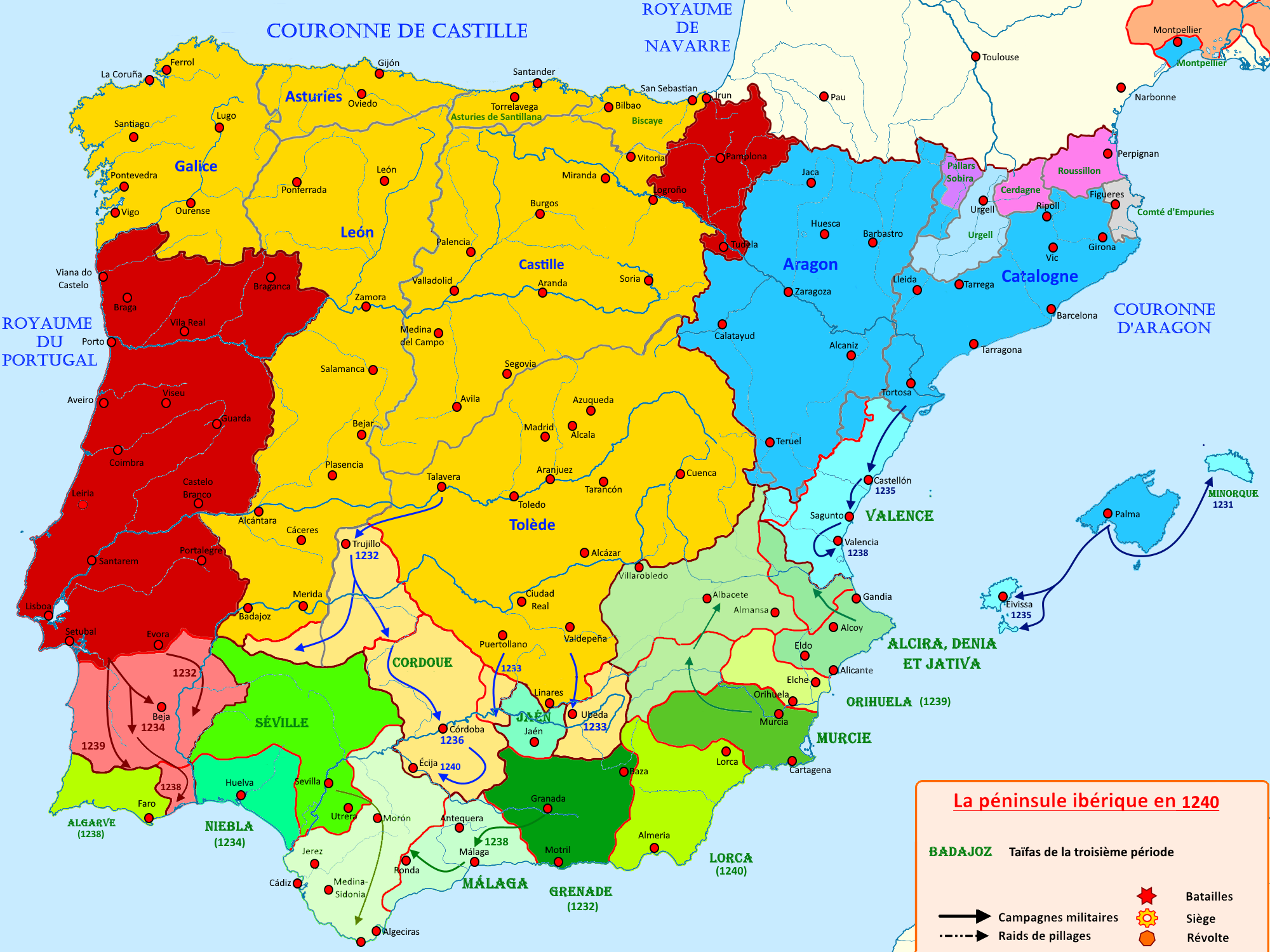
Taifa di Orihuela, nel 1240

## Storia
Quando l'Impero almohade perdette vigore, dopo la sconfitta subita a Las Navas de Tolosa vi fu un terzo periodo di espansione dei regni di taifa e, dopo il 1228, Orihuela faceva parte della Taifa di Murcia, ma tra il 1239 ed il 1240, Abú Yafar ben Isam si distaccò da Murcia e si rese indipendente come emiro di Orihuela e la governò per alcuni anni.

Gli succedette il figlio, Abú al-Hasam ben Abú Yafar ben Isam, che governò, sino a quando la taifa fu conquistata e annessa dal re di Castiglia e León, Ferdinando III.